# Manuela Viegas
Manuela Viegas (Porto, 13 de Outubro de 1951) é uma montadora e realizadora portuguesa. Realizou o filme Glória que até 2012, foi o único filme português a integrar a competição oficial do Festival Internacional de Cinema de Berlim.

## Biografia
Manuela Viegas nasceu em 1951, no dia 13 de Outubro, na cidade do Porto.
Após terminar a escola secundária, no Liceu Carolina Michaelis, inscreve-se na Faculdade de Economia da Universidade do Porto, onde faz a licenciatura em economia. 
De seguida parte para Lisboa para estudar teatro e cinema no Conservatório.  Lá forma-se em montagem, profissão que irá exercer ao longo de vários anos, tendo trabalhado como montadora para vários realizadores entre eles: Alberto Seixas Santos,  António-Pedro Vasconcelos, João César Monteiro, João Botelho, Pedro Costa e Rita Azevedo Gomes. 
Em 1999, realizou na Rosa Filmes a sua primeira longa-metragem, a única até hoje, Glória, que foi o primeiro filme português, permanecendo o único até 2012, a ter feito parte da competição oficial do Festival Internacional de Cinema de Berlim.  Em 2024, a Cinemateca Portuguesa restaurou o filme, no âmbito do projeto “Season of Classic Films”, promovido pela Associação das Cinematecas Europeias. 

## Ligações Externas
- Manuela Viegas no IMDb
- Rosa Filmes | Trailer oficial de Glória (1999)
- Rosa Filmes | Manuela Viegas fala sobre o filme Glória (2011)